# 텐 미니츠 - 트럼펫
《텐 미니츠 - 트럼펫》(Ten Minutes Older: The Trumpet)은 영국에서 제작된 베르너 헤어조크 감독의 2002년 드라마 영화이다. 마르꾸 펠톨라 등이 주연으로 출연하였고 울리치 펠스버그 등이 제작에 참여하였다.

## 출연

### 주연
- 마르꾸 펠톨라
- 카티 오우티넨

## 기타
- Line PD: 버치 로빈슨
- Line PD: 리온틴 루에테
- 협력프로듀서: 스테이시 E. 스미스
- 미술: 카오
- 의상: 존 A. 던
- 배역: 헤이디 르빗
- 배역: 엘렌 루이스